# Jiujiang
Pour les articles homonymes, voir Jiujiang (homonymie).
Jiujiang (chinois : 九江市 ; pinyin : jiǔjiāng shì) est une ville-préfecture située dans le Nord de la province du Jiangxi. Il s'agit d'une importante ville portuaire sur le Yangzi Jiang. Sur le territoire de la préfecture se trouve le site du mont Lu, inscrit au patrimoine mondial. Elle comptait 4 728 000 habitants au recensement de 2010 et son agglomération 545 616 composée des districts urbains de Xunyang et Lushan.

## Économie
En 2005, le PIB total a été de 42,9 milliards de yuans, et le PIB par habitant de 9 231 yuans.

## Subdivisions administratives
La ville-préfecture de Jiujiang exerce sa juridiction sur douze subdivisions - deux districts, une ville-district et neuf xian :
- le district de Xunyang - 浔阳区 Xúnyáng Qū ;
- le district de Lushan - 庐山区 Lúshān Qū ;
- la ville de Ruichang - 瑞昌市 Ruìchāng Shì ;
- le xian de Jiujiang - 九江县 Jiǔjiāng Xiàn ;
- le xian de Wuning - 武宁县 Wǔníng Xiàn ;
- le xian de Xiushui - 修水县 Xiūshuǐ Xiàn ;
- le xian de Yongxiu - 永修县 Yǒngxiū Xiàn ;
- le xian de De'an - 德安县 Dé'ān Xiàn ;
- le xian de Xingzi - 星子县 Xīngzǐ Xiàn ;
- le xian de Duchang - 都昌县 Dūchāng Xiàn ;
- le xian de Hukou - 湖口县 Húkǒu Xiàn ;
- le xian de Pengze - 彭泽县 Péngzé Xiàn.

## Transport
L'aéroport Jiujiang-Lushan (zh) (九江庐山机场, (code IATA : JIU • code OACI : ZSJJ) est le principal aéroport de la ville-préfecture.
Le centre urbain comporte la gare de Jiujiang (zh) (九江站), par lequel passent les lignes Pékin-Kowloon (zh) (京九铁路), LGV Nanchang - Jiujiang (en) (昌九城际铁路) et Tongling-Jiujiang (zh) (铜九铁路).

## Patrimoine
- L'Académie de la Grotte du cerf blanc
- Tour Suojiang (锁江楼), édifice composé de deux tours datant de la dynastie Ming, et situé au bord du Chang Jiang.
- Temple Donglin (en), datant de 386, qui connut son apogée sous la dynastie Tang (618 – 907).